# Keko Gontán
Sergio Gontán Gallardo (Madrid, 27 de dezembro de 1991), mais conhecido como Keko, é um futebolista profissional espanhol que atua como meia.

## Carreira
Keko começou a carreira no Atlético de Madrid.